# Windows Server 2016
Windows Server 2016 est un système d'exploitation pour serveurs x64 de Microsoft, faisant partie de la famille Windows NT destinée aux serveurs d'entreprise. Il est connu aussi sous le nom « Windows Server vNext ».
La première version en Technical Preview est sortie le 1er octobre 2014 en même temps que System Center 2016. La cinquième version de preview est disponible depuis fin avril 2016. Windows Server 2016 est sorti le 5 octobre 2016.
Parmi les nouvelles fonctionnalités figurent l'utilisation de containers (avec fonction d'isolation), les microservices et le cloud hybride.
Il utilise le noyau Windows NT 6.4, au même titre que Windows 10, l'interface graphique ressemble visuellement à Windows 10.
La version suivante est Windows Server 2019, sortie en octobre 2018.